# Walters Peak
Walters Peak är en bergstopp i Antarktis. Den ligger i Västantarktis. Inget land gör anspråk på området. Toppen på Walters Peak är 2 430 meter över havet, eller 548 meter över den omgivande terrängen. Bredden vid basen är 2,6 km.
Terrängen runt Walters Peak är kuperad norrut, men söderut är den bergig. Trakten är obefolkad. Det finns inga samhällen i närheten.